# Nová Ves nad Lužnicí
Obec Nová Ves nad Lužnicí (německy Erdweis) se nachází v okrese Jindřichův Hradec v Jihočeském kraji, v oblasti Západního Vitorazska. Žije zde 356 obyvatel.
Obcí prochází silnice II/103 a jednokolejná neelektrizovaná železniční trať České Velenice – Veselí nad Lužnicí, na které je zřízena stanice Nová Ves nad Lužnicí.

## Části obce
Obec Nová Ves nad Lužnicí se skládá ze dvou částí na dvou katastrálních územích:
- Nová Ves nad Lužnicí (i název k. ú.; také k. ú. Krabonoš); bývalá samostatná obec Krabonoš je od roku 1950 součástí obce Nová Ves nad Lužnicí.
- Žofina Huť (leží v k. ú. Nová Ves nad Lužnicí).

## Přírodní poměry
Východně od vesnice protéká řeka Lužnice, jejíž niva je chráněna v přírodní rezervaci Krabonošská niva východně od vesnice a v přírodní rezervaci Horní Lužnice severně od vesnice. U silnice do Žofiny Hutě se nachází přírodní památka Žofina Huť.

## Historie
První písemná zmínka o Krabonoši pochází  z roku 1179. Další písemná zmínka o Krabonoši pochází  z roku 1369. První písemná zmínka o Nové Vsi pochází z roku 1499. K Československu bylo území obce připojeno až v roce 1920. V letech 1938 až 1945 bylo území obce v důsledku uzavření Mnichovské dohody přičleněno k Německé říši jako součást župy Oberdonau.

## Pamětihodnosti
- Kostel svatého Jana Křtitele v Krabonoši je kulturní památka České republiky (od 31.1.1992). V roce 2022 byl konstatován havarijní stav.[5] Památková ochrana přilehlé fary byla v roce 2012 zrušena a areál fary byl zbořen.[6]
- Vodojem věžový

## Galerie

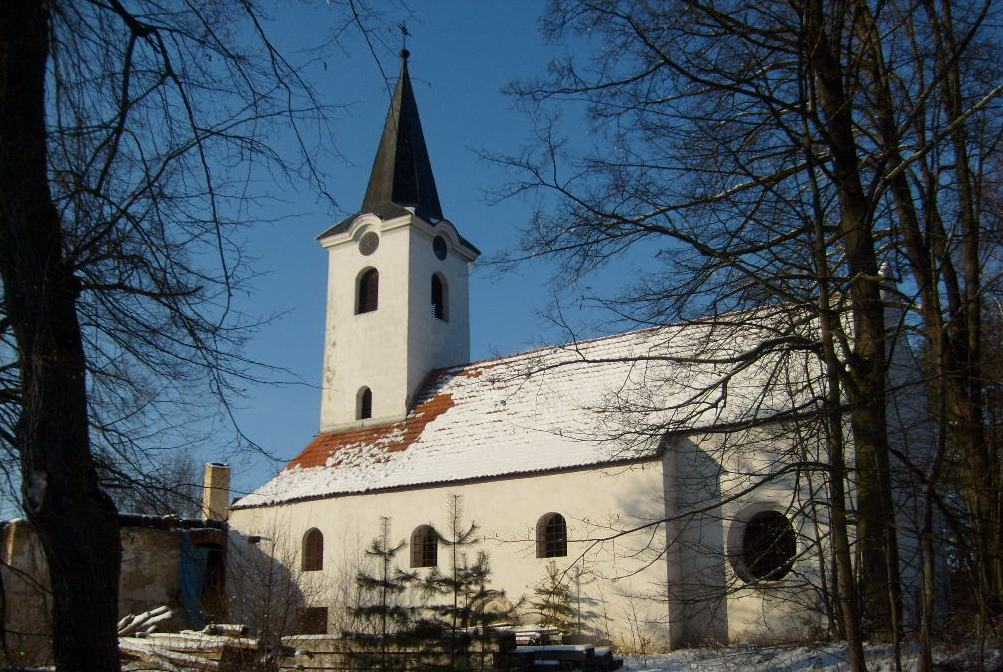
Kostel sv. Jana Křtitele
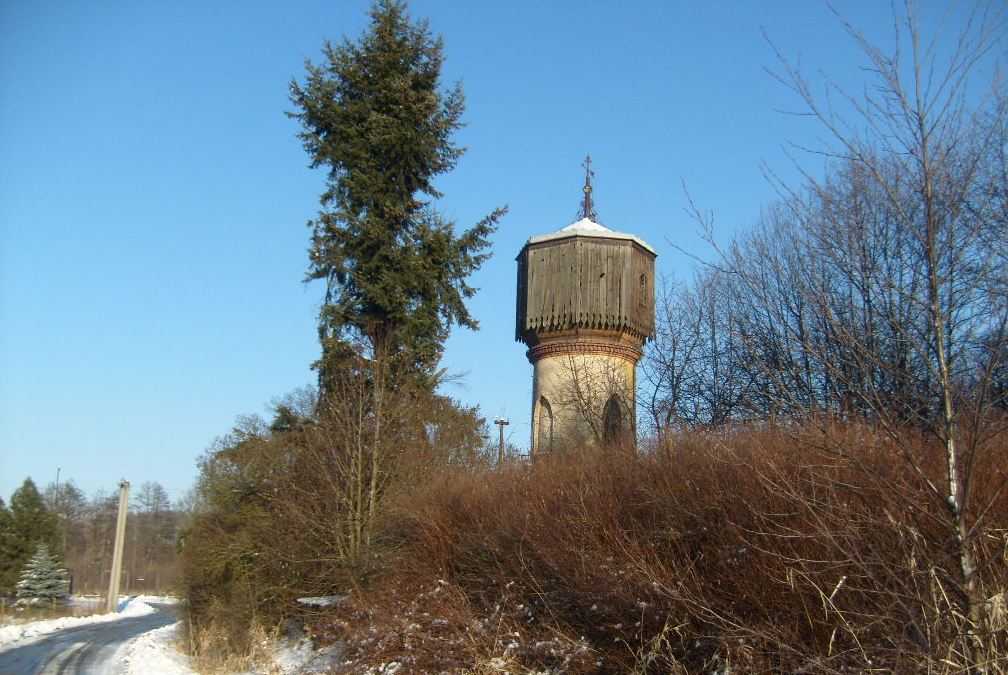
Stará vodárenská věž
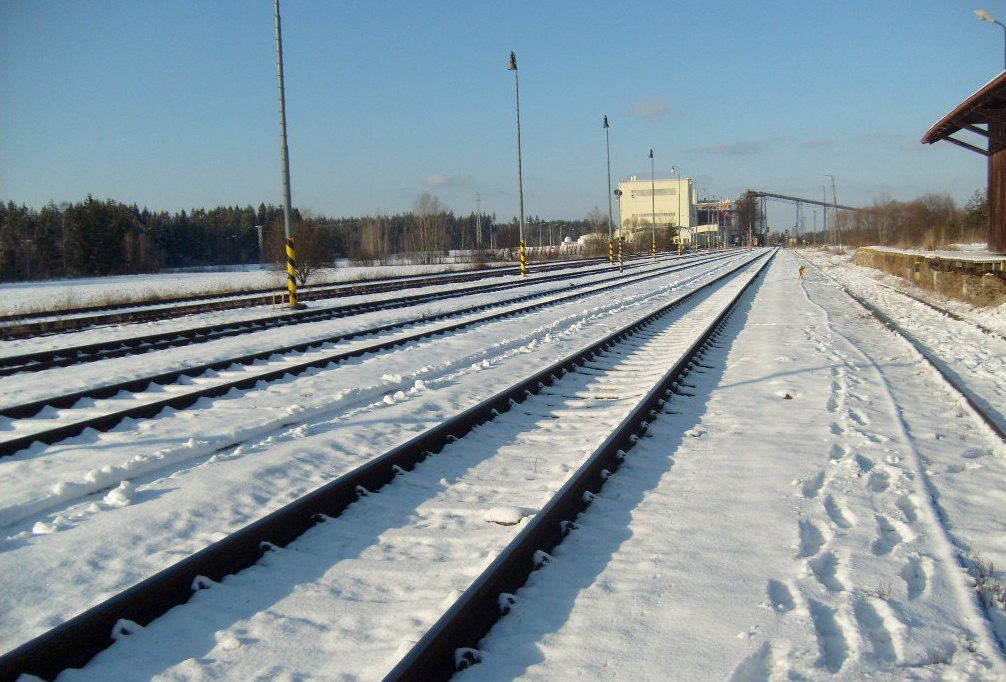
Nádraží
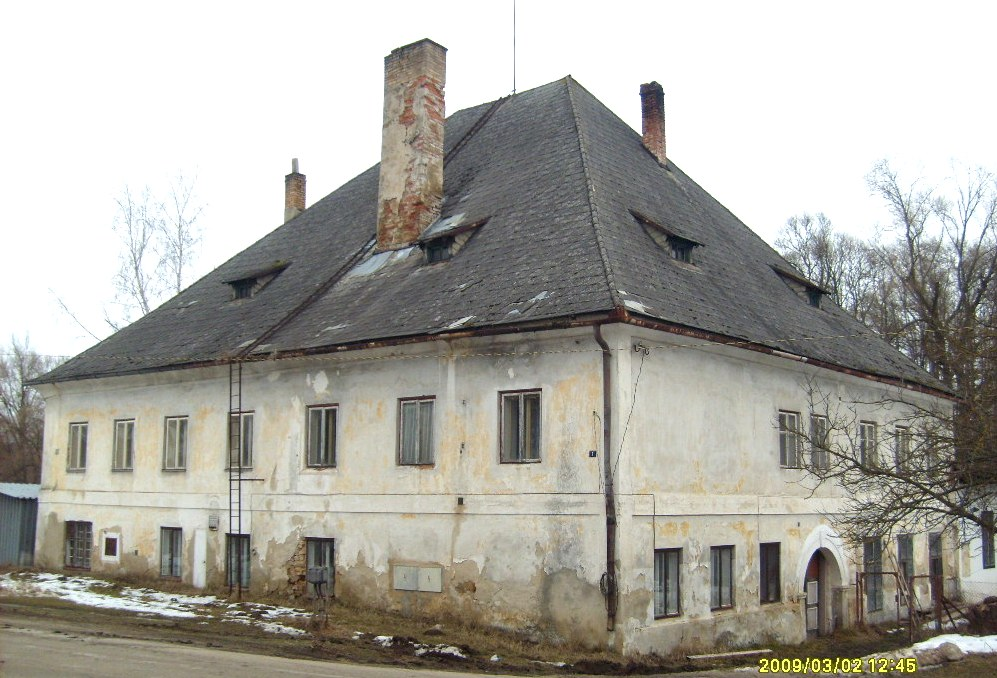
Mlýn
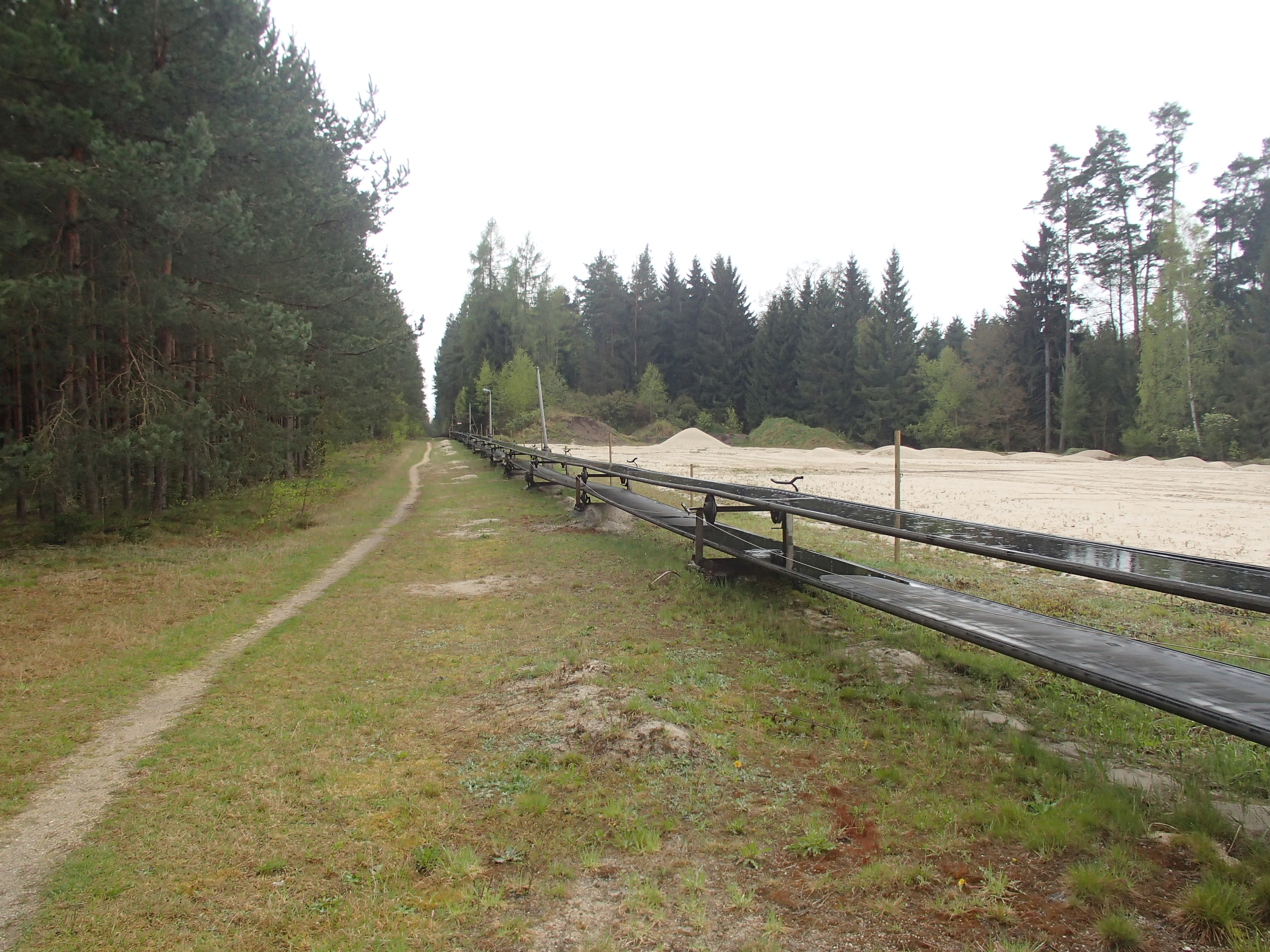
Pásový dopravník z pískovny na vlakové nádraží